# Adolph von Brenner-Felsach
Adolph Maria Freiherr von Brenner-Felsach (* 2. Februar 1814 in Wien; † 22. September 1883 in Gainfarn in Niederösterreich) war ein österreichischer Diplomat und Gutsbesitzer aus der Familie Brenner von Felsach.

## Biografie
Sein Vater war Ignatz Brenner von Felsach, ebenfalls ein Diplomat und Orientalist. Als Diplomat war Adolph von Brenner-Felsach in München, ebenso wie in Griechenland, wo in Athen 1859 sein Sohn Joachim von Brenner-Felsach auf die Welt kam oder später in Dänemark wo er auch mit der Familie seinen Dienst versah. Verheiratet war er mit Luise Gräfin Seilern und Aspang. Bei den Friedensverhandlungen im Prager Frieden mit Deutschland war er ebenfalls als Diplomat mit involviert. In den beiden Jahren 1867 und 1868 war er Vertreter des Großgrundbesitzes im Landtag von Niederösterreich.
Er war Kommandeur des Kaiserlich Österreichischen Leopold-Ordens und Ritter des Königlich Preussischen Rothen Adler-Ordens erster Klasse. Im Jahr 1879 wurde er Mitglied des Herrenhauses, das Oberhaus des österreichischen Reichsrates.
In seinem Stammbuch aus der Zeit von 1852 bis 1873, das ihm seine Schwester Josefine Khevenhüller schenkte und das heute in der Nationalbibliothek aufbewahrt wird, befinden sich zahlreiche Einträge von Künstlern seiner Zeit, wie Franz Grillparzer, Friedrich Halm, Theodor von Karajan und anderen.
Seine lokale Bedeutung liegt in seiner Heimat in den beiden ehemaligen selbständigen Gemeinden Gainfarn und Großau, wo er die beiden Güter Merkenstein und Gainfarn von Joachim Eduard von Münch-Bellinghausen im Jahr 1866 erbte. Für die beiden Orte erwarb er sich soziale Verdienste. So errichtete er in Gainfarn das Kloster im Jahr 1874 mit einer Kinderbewahrungsanstalt, wie der Kindergarten damals bezeichnet wurde.